# Crédit national
Le Crédit national est un ancien établissement bancaire français créé sous l'impulsion de Charles Laurent (1856-1939), expert en matière de financements internationaux, par une loi spéciale le 10 octobre 1919, situé à la frontière entre le domaine privé et la sphère d'influence de l'État français. 
Le G.I.E. Crédit National Syndication a été radié du registre du commerce le 2 août 1995.

## Historique

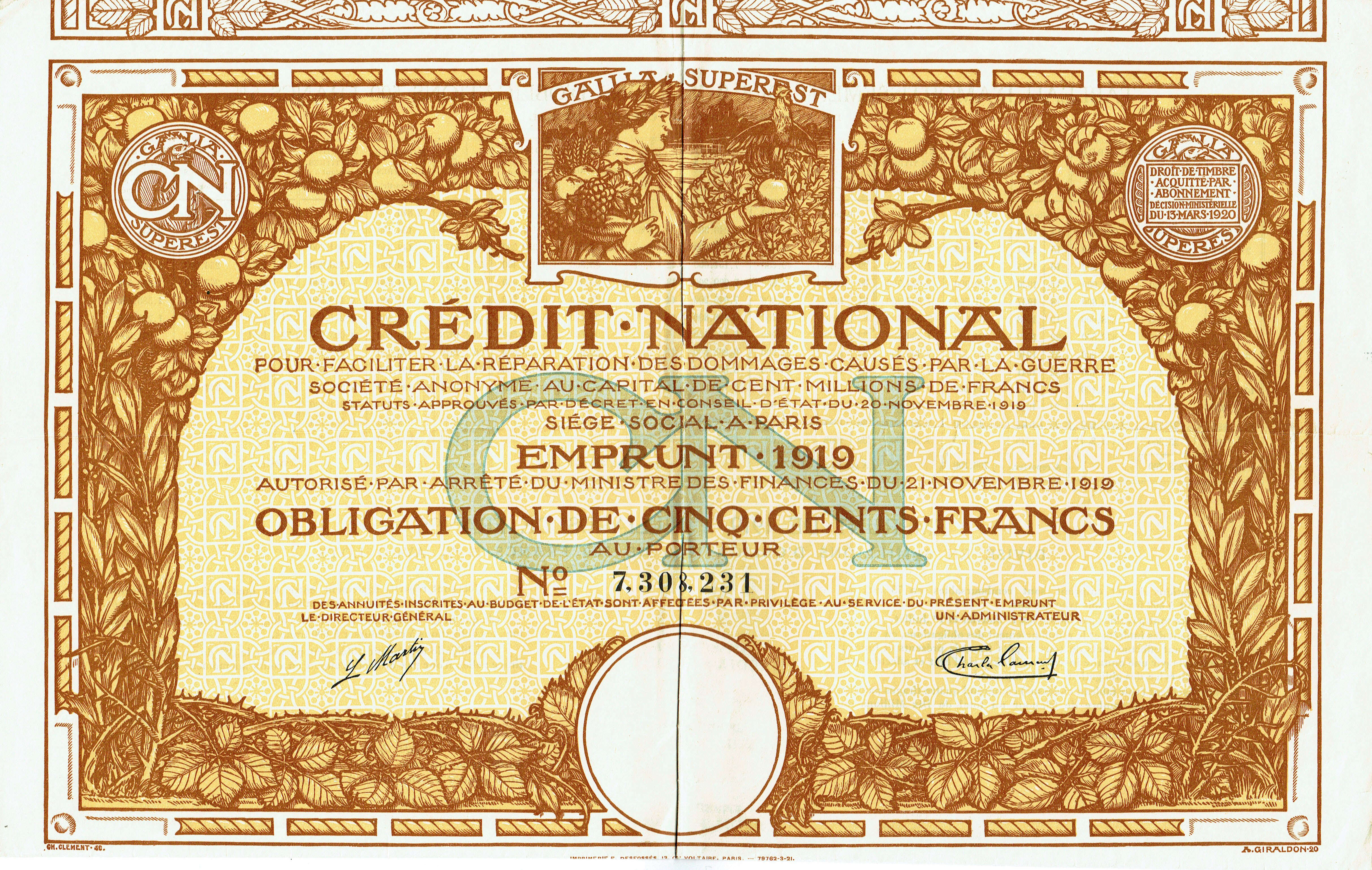
Obligation du Crédit National en date du 20 novembre 1919

Doté d'un capital de départ de 100 millions de francs (60 % par les banques et 40 % par les industriels), le Crédit national comptait, au départ, comme garantie, sur le paiement des dommages de guerre.
Il contribuait au financement de PME industrielles, via un système de répartition. Il a toujours relevé du droit privé, et ses employés n'ont jamais eu le statut de fonctionnaires, malgré des contrats de travail et une organisation très proches de la fonction publique.
À la veille de la Seconde Guerre mondiale, le montant des prêts accordés est évalué à 1,5 milliard de Francs.
En 1946, le capital est porté à 500 millions.

### 1994–1997: rachat de la BFCE, création de Natexis
En août 1994, l'assureur AGF (alors intégralement détenu par l'État) décide de mettre en vente la Banque française du commerce extérieur (BFCE). La méthode de la vente de gré-à-gré est retenue plutôt que celle d'une introduction en bourse et le Crédit national est le seul candidat au rachat de la BFCE. Le gouvernement Juppé approuve la vente et émet un décret le 12 décembre 1995 qui avalise le transfert au secteur privé du capital de la BFCE. Le Crédit national rachète 78 % du capital de la BFCE pour 3,3 milliards de francs aux AGF, au Consortium de réalisation et à la Caisse des dépôts. Afin de financer cette acquisition le Crédit national cède 13 % de Coface aux AGF, qui reprend également 7 % supplémentaires détenus par la BFCE. Les deux entités visent une intégration complète au 1er janvier 1997 et le dégagement de 200 à 300 millions de francs de synergies annuelles.
La banque résultant de la fusion adopte le nom Natexis en janvier 1997. Le nom retenu regroupant nat de Crédit national, et ex de commerce extérieur. 
Ce sont donc les activités du Crédit national et de la BFCE que l'on retrouve dans Natixis, créé en 2006 par la fusion de Natexis et d'Ixis, la banque d'investissement de la Caisse des dépôts (qui fut rachetée en 2004 par la Caisse nationale des Caisses d'Épargne, la CNCE.)
La Banque française du commerce extérieur était une société par actions dont les grands actionnaires étaient les banques publiques (Caisse des dépôts) et dont le directeur était nommé par le ministère des Finances. Elle finançait les exportations par intervention directe ou caution.

## Dirigeants

### Présidents
- Charles Laurent : 1919
- Louis Martin : 1920-1936
- Wilfrid Baumgartner : 1936-1949
- Jacques Brunet : 1949-1960
- Jean Saltes : 1960-1972
- Bernard Clappier : 1973-1974
- André de Lattre : 1974-1982
- Jean Saint-Geours : 1982-1987
- Paul Mentré : 1987-1990
- Yves Lyon-Caen : 1990-1993
- Jean-Yves Haberer : 1993-1994
- Emmanuel Rodocanachi : 1994-1998[6]

### Directeurs
- Marcel Frachon : 1919-1929
- Jean du Buit : 1929-1942

## Sources
- Robert Bœuf, Le Crédit national, Paris, Presses universitaires de France, 1923.
- Le Crédit National, établissement de crédit à moyen et long terme, 1951.
- Crédit national 1919-1969, Paris, Havas-Conseil, 1969.
- Patrice Baubeau, Arnaud Lavit d'Hautefort, Michel Lescure, Le Crédit national 1919-1994. Histoire publique d'une société privée, Paris, JC Lattès, 1994.
- Comité d'entreprise du Crédit national. Cinquantenaire 1945-1995, 1995.